# Colwall
Colwall is een civil parish in het bestuurlijke gebied Herefordshire, in het Engelse graafschap Herefordshire met 2400 inwoners.

## Foto's

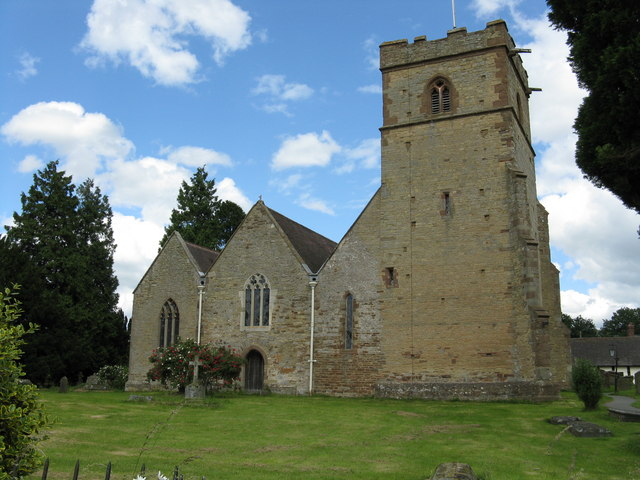
Kerk